# Březí (Kamenice nad Lipou)
Březí (německy Brezy) je malá vesnice, část města Kamenice nad Lipou v okrese Pelhřimov. Nachází se asi 2 km na západ od Kamenice nad Lipou. V roce 2009 zde bylo evidováno 16 adres. V roce 2001 zde trvale žilo 18 obyvatel.
Březí leží v katastrálním území Kamenice nad Lipou o výměře 20,71 km2.

## Další fotografie

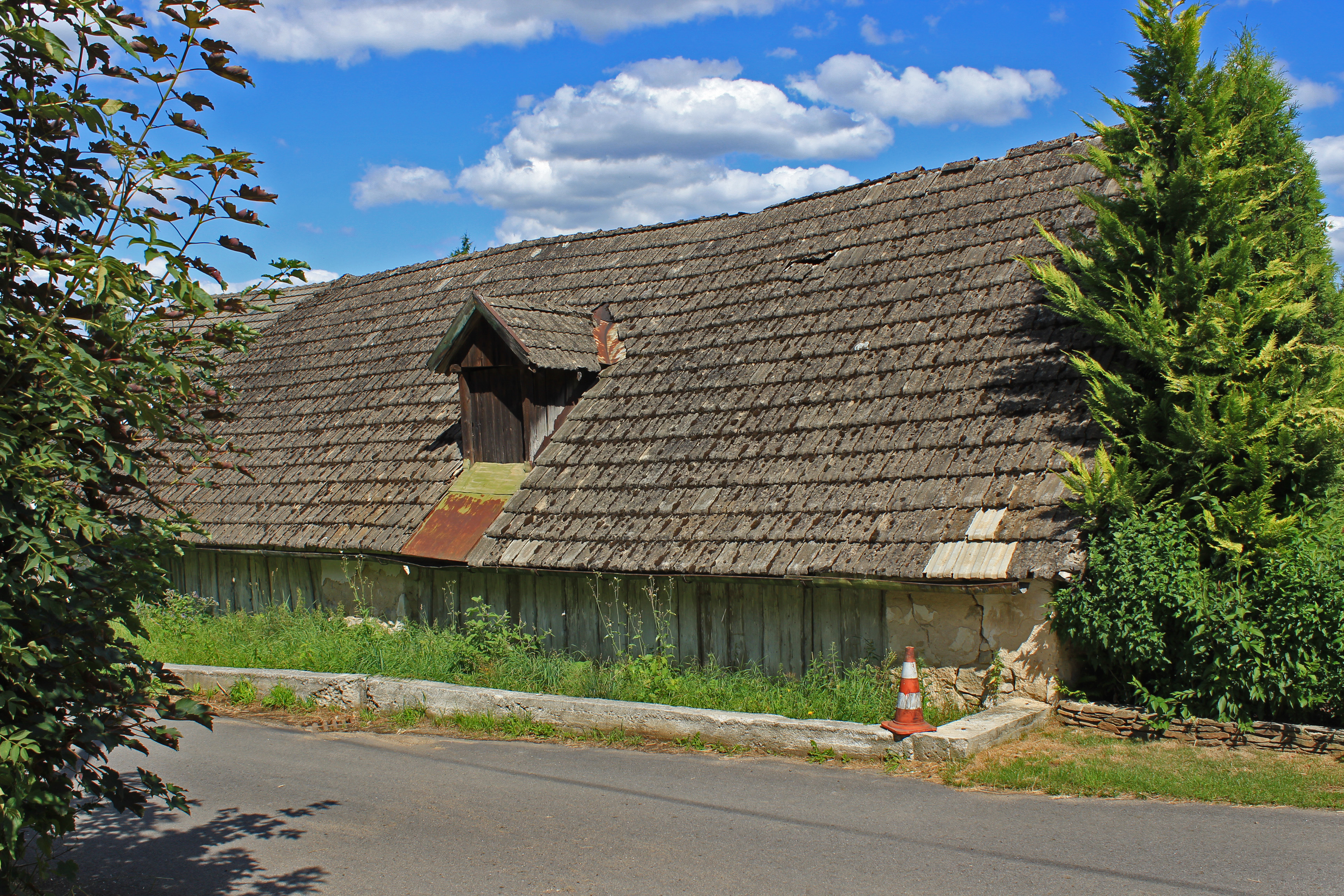
Stará stodola
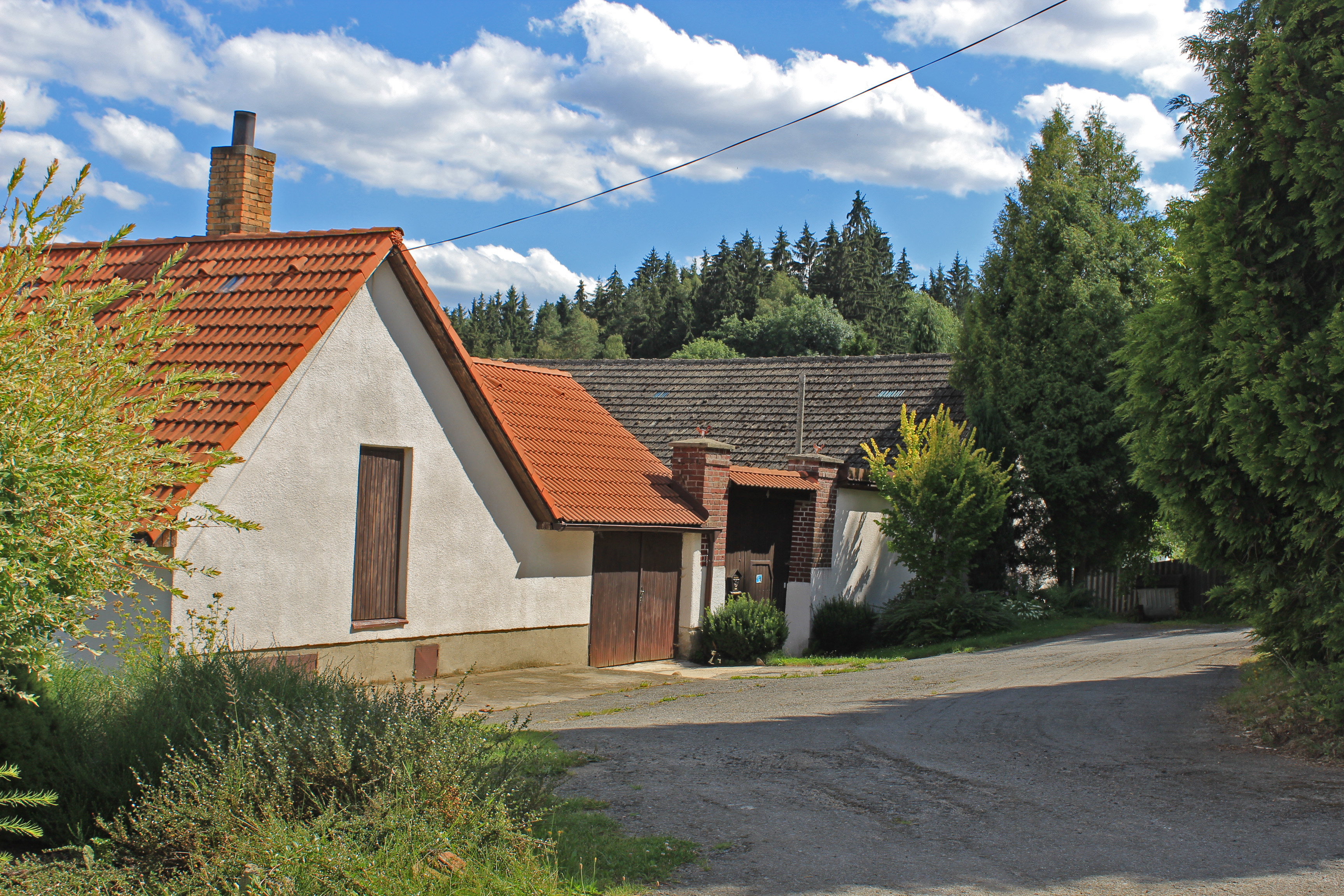
Dům čp. 4
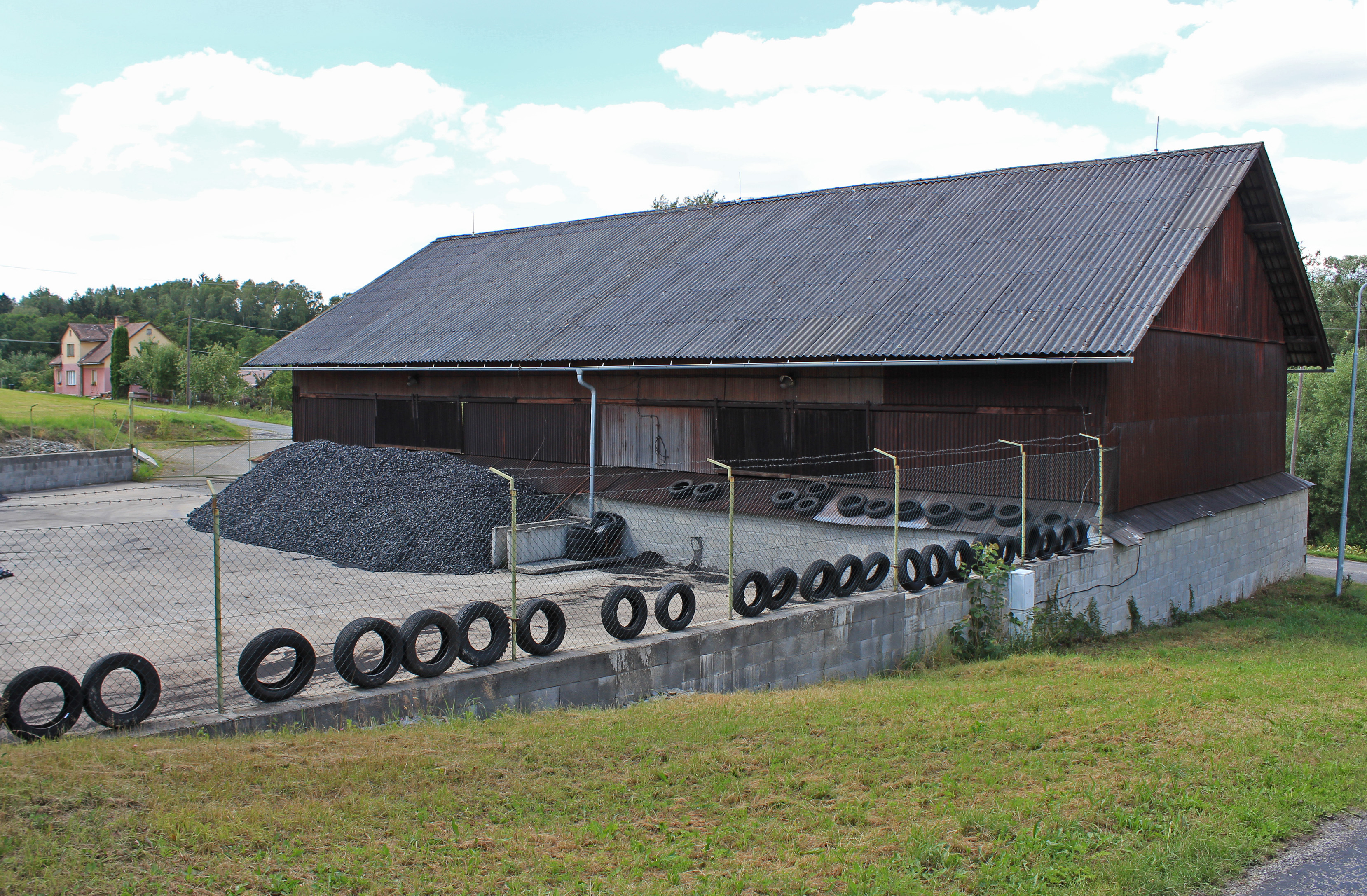
Sklad uhlí pod vesnicí